# HSBC Bank Argentina
HSBC Bank Argentina S.A. era una società controllata di HSBC, la settima banca più grande dell'Argentina. Fornisce una vasta gamma di servizi finanziari e svolge le funzioni di banca commerciale e al dettaglio.
Nelle prime ore del 9 aprile 2024, HSBC ha annunciato la vendita di HSBC Argentina per 550 milioni di dollari al Grupo Financiero Galicia. Questa operazione include la vendita di tutte le attività che HSBC possiede in Argentina, tra cui la banca, HSBC Asset Management e la sua compagnia assicurativa. Sebbene la vendita sia conclusa, si stima che i cambiamenti di marchi e filiali richiederanno 12 mesi. Il 12 settembre 2024, la Banca Centrale della Repubblica Argentina ha approvato l'operazione.

## Storia

Logo usato dal 1998 al 2018

Nel 1992 il Gruppo HSBC acquistò la Midland Bank. Attraverso questo acquisto, ha acquisito una partecipazione nel Banco Roberts, ex filiale del Banco Anglo Sudamericano in Argentina. Nel 1997 ha acquisito le rimanenti azioni del Gruppo Roberts, che ha ribattezzato HSBC Argentina Holdings SA.
Nel 2006, HSBC ha rilevato le operazioni bancarie argentine della Banca Nazionale del Lavoro S.A. (BNL), in cambio di 155 milioni di dollari. La BNL aveva iniziato ad operare in Argentina intorno al 1960 e al momento della vendita contava 91 filiali in 18 province, 700.000 clienti privati e 26.700 clienti commerciali. HSBC ha rinominato le operazioni di BNL con il motto "BNL in Argentina è HSBC" e, per due anni, ha mantenuto un riferimento a BNL, principalmente per la comunità di 70.000 italo-argentini che percepivano pensioni dall'Italia. 
Nel 2009 la sede del gruppo si è trasferita nella storica sede del Banco Popular Argentino, in via Florida. Si tratta di un edificio plateresco progettato da Antonio e Carlos Vilar. Completato nel 1931, era diventato proprietà del Banco Roberts, poi HSBC Argentina, con l'acquisto del Banco Popular.

### Incidente del 20 dicembre 2001
Durante la tragica e conflittuale Giornata del 20 dicembre 2001 in Argentina, il personale di sicurezza della HSBC aprì il fuoco dalla sede della Banca, poi in Avenida de Mayo, contro i civili che marciavano verso Plaza de Mayo per protestare contro l'allora presidente Fernando de la Rúa. 
Gustavo Ariel Benedetto è stato ucciso da un proiettile di 9 mm alla testa. Le registrazioni della telecamera di sicurezza dell'edificio hanno dimostrato che il personale di sicurezza ha aperto il fuoco senza correre pericolo poiché i manifestanti non potevano entrare nel quartier generale. Inoltre, a Buenos Aires è stato vietato il porto di armi letali in luoghi pubblici da parte del personale di sicurezza privato.